# Maurice Deudon
Pour les articles homonymes, voir Deudon.
Maurice Deudon, né le 10 juin 1889 à Haussy (Nord) et mort le 5 avril 1967 à Sarlat (Dordogne), est un homme politique français.

## Biographie
Fils et petit-fils d'instituteur, il s'installe en 1919 comme médecin à Maubeuge, dont il est maire de 1929 à 1940. Il est également député de la 2e circonscription d'Avesnes de 1932 à 1940.